# Lago Kaniere
El Lago Kaniere es un lago glacial ubicado en la Costa Oeste de la Isla Sur de Nueva Zelanda, con casi 200 m de profundidad y rodeado por tres lados por montañas y bosques maduros. bosque de rimu Muchos lo consideran el más hermoso de los lagos de la Costa Oeste, y es un popular destino turístico y de ocio.

## Geografía
El lago Kaniere se encuentra a 19 kilómetros (11,8 mi) al sureste de Hokitika,entre dos cadenas montañosas. Con  22 km² (8,5 mi²), se ubica después del Lago Brunner en cuanto a dimensiones entre los lagos de la Costa oeste. Se encuentra orientado en dirección norte-sur, tiene 8 km de largo y 2 km de ancho, y su profundidad máxima es 195 m. El Monte Graham y el Monte Upright / Te Taumata o Uekanuku están en la costa oeste del lago, Tūhua en el este. El lago está incluido en la 7000 hectáreas (17 297,4 acre) Reserva escénica del lago Kaniere.
El camino desde Hokitika se encuentra con la orilla norte del lago en "The Landing" y se divide; Dorothy Falls Road recorre todo el lado este del lago pasando Hans Bay y Dorothy Falls hasta el río Styx, mientras que la otra bifurcación va un poco hacia el oeste hasta Sunny Bight. Un viaje de cuatro horas La ruta de senderismo continúa por el lado oeste del lago antes de unirse a Dorothy Falls Road. En la actualidad la mayoría de las casas en el lago Kaniere son casas de vacaiones, y existe un campamento en la bahía Hans.

## Geología
El lago Kaniere se creó por la acción de los glaciares en la última glaciación, hace 14.000 años, como muchos lagos de la costa occidental. Actualmente desagua en el Mar de Tasmania en su extremo norte a través del río Kaniere, pero en el pasado su desagote estaba en el extremo sur, desembocando en el río Styx. Este curso fue bloqueado por un corrimiento de tierras, desviando el agua hacia el norte.

## Fauna
Los arroyos que descargan en el lago alojan varias especies de peces nativos, incluidos toi-tois, anguilas de Nueva Zelandia, kokopu a rayas y kokopu gigante.  El lago fue sembrado con peces en el pasado. Principalmente contiene trucha marrón y perca.
Numerosas especies de aves nativas moran en inmediaciones del lago, tales como cormorán piquicorto, cormorán grande, pato de Nueva Zelandia, oca del paraíso y el calamón pūkeko, y también aunque raramente, ánade cejudo. Hay varias parejas de áto azul en el río Styx en el extremo sur del lago. En los bosques circundantes se encuentran perico maorí cabecigualdo, ruru, acantisita verdoso, cortecerito, y a veces kea.
Los maoríes que se asentaron en las orillas del lago encontraron un gran número de kakapos.